# 查玉喜
查玉喜（1970年1月—），中华人民共和国教育工作者，山东泰安人。中共党员，教育学博士，副研究员，硕士生导师。现任山东财经大学党委书记。

## 生平
查玉喜本科毕业于山东师范大学，1993年参加工作，曾任化学系辅导员，校长办公室副主任、主任等职。2016年调任山东理工大学，任该校党委常委、副校长，期间曾挂职担任北京科技大学校长助理。2022年任济南大学党委副书记。
2024年4月，任山东财经大学党委书记。